# Кари Мълис
 Кари Банкс Мълис (на английски: Kary Banks Mullis) е известен американски биохимик.
През 1983 г. изобретява техниката на полимеразната верижна реакция, заради което е удостоен с Нобелова награда за химия през 1993 г. Изобретението му се счита за ключово в биохимията и молекулярната биология.

## Ранен живот и образование
Мълис е роден на 28 декември 1944 г. в Леноар, Северна Каролина, близо до хребета Блу Ридж. Семейството му се занимава със земеделие. Мълис израства в Колумбия, Южна Каролина, където завършва средното си образование през 1962 г. Интересът му към химията се разпалва, когато се научава на химичен синтез и да прави ракети с твърдо гориво в училище през 1950-те години.
През 1966 г. получава бакалавърска степен по химия от Технологичния институт на Джорджия в Атланта. По това време се жени и започва първия си бизнес. През 1973 г. защитава докторската си дисертация по биохимия в Калифорнийския университет – Бъркли, където се фокусира върху синтеза и структурата на молекулите на бактериалните железоносители. След като завършва висшето си образование, Мълис завършва постдокторантска програма по педиатрична кардиология към медицинския център на Канзаския университет (1973 – 1977) и фармацевтична химия към Калифорнийския университет, Сан Франциско (1977 – 1979). По време на постдокторантската си работа ръководи хлебопекарна в продължение на две години. Мълис се завръща към науката по поощрение на приятеля си Томас Уайт, който му помага да започне работа в биотехнологичната компания Cetus Corporation в Емеривил, Калифорния.

## Научна дейност
Мълис работи като ДНК химик в продължение на седем години. Именно в Cetus Corporation той разработва полимеразната верижна реакция. Идеята за нея се ражда късно вечерта, докато шофира с приятелката си. Компанията освобождава Мълис от останалите му проекти, за да може да се отдаде напълно на разработването на реакцията. Той я демонстрира успешно на 16 декември 1983 г. През 1993 г. му е присъдена Нобелова награда за химия за това му постижение. В своята реч при връчването, той споменава, че наградата не може да компенсира раздялата с приятелката му.
След като напуска компанията през 1986 г., Мълис служи като директор по молекулярна биология в Xytronyx, Inc. в Сан Диего в продължение на две години. Докато работи по направата на UV-чувствително мастило, той става скептичен относно съществуването на озоновата дупка.
Мълис служи и като консултант за множество корпорации в сферата на химията на нуклеиновите киселини. Впоследствие става и скептичен относно причинно-следствената връзка между ХИВ и СПИН. През 1992 г. основава бизнес за продажба да бижута, съдържащи ДНК от починали известни хора (като например Елвис Пресли и Мерилин Монро). През същата година основава и компания за разработване на технология за мултиплексирани, паралелни имуноанализи.

## Възгледи
Мълис е описван като нетърпелив и импулсивен изследовател, който намира лабораторната работа за скучна. Личните възгледи на Мълис след получаването на Нобеловата награда са противоречиви. Той изразява несъгласие с научните доказателства по отношение на изменението на климата, изтъняването на озоновия слой, започва да вярва в астрология и отрича, че СПИН се причинява от ХИВ. Той определя тези явления като продукти на световен заговор на учени, които целят единствено печалба на пари. Статия на The New York Times го нарежда сред малкото учени, които след успех в областта на изследванията си започват да правят необосновани и понякога странни изказвания в други области. Мълис публикува алтернативна теория относно СПИН през 1994 г.
Мълис признава, че е употребявал ЛСД през 1960-те и 1970-те години, като споделя особено положителни впечатления от преживяването. Според сведения на Алберт Хофман, Мълис му е споделил, че именно ЛСД му е помогнало да разработи полимеразната верижна реакция.

## Личен живот
Мълис се жени общо четири пъти и има три деца от две от жените си. В свободното си време Мълис обича да сърфира. Известен е с ругатните си, когато се разпали. Споделя, че е срещал „стандартна извънземна миеща мечка“ в горската си колиба в Калифорния една нощ през 1985 г., като отрича да е бил под въздействието на психоактивно вещество по това време.
Мълис умира от пневмония на 7 август 2019 г. в Нюпорт Бийч, Калифорния.